# المركز الفلسطيني لاستقلال المحاماة والقضاء
المركز الفلسطيني لاستقلال المحاماة والقضاء ويُعرف أيضًا باسم مساواة، هي مؤسسة مجتمع مدني مُستقلة مُحايدة غير حزبية، لها مقرين في مدينة رام الله ومدينة غزة في دولة فلسطين. تأسست مساواة عام 2002 على يد محامين وقضاة سابقين وناشطين في مجال حقوق الإنسان. توضح مُساواة بأنها «تختص في الدفاع عن استقلال القضاء والمحاماة من خلال دورها الرقابي على أداء أركان منظومة العدالة في فلسطين».

## وصلات خارجية
- الموقع الرسمي